# كرايغ غينتري
كرايغ غينتري (بالإنجليزية: Craig Gentry)‏ هو لاعب كرة قاعدة أمريكي، ولد في 29 نوفمبر 1983 في فورت سميث في الولايات المتحدة.

## وصلات خارجية
- كرايغ غينتري على موقع دوري كرة القاعدة الرئيسي (الإنجليزية)
- كرايغ غينتري على موقعبيزبول رفرنس.كوم (الدوري الرئيسي) (الإنجليزية)
- كرايغ غينتري على موقعبيزبول رفرنس.كوم (الدوري الثانوي) (الإنجليزية)
- كرايغ غينتري على موقع إي إس بي إن.كوم (أم.أل.بي) (الإنجليزية)
- كرايغ غينتري على موقع مشجعي الرسوم البيانية (الإنجليزية)
- كرايغ غينتري على موقع IMDb (الإنجليزية)